# Drawa (dopływ Noteci)
Drawa (niem. Drage) – rzeka w północno-zachodniej Polsce o długości 185,9 km i powierzchni zlewni 3296,4 km².
Rzeka przepływa przez następujące regiony fizycznogeograficzne: Pojezierze Drawskie, Równinę Drawską i częściowo Pojezierze Wałeckie i Kotlinę Gorzowską (u ujścia).

## Przebieg

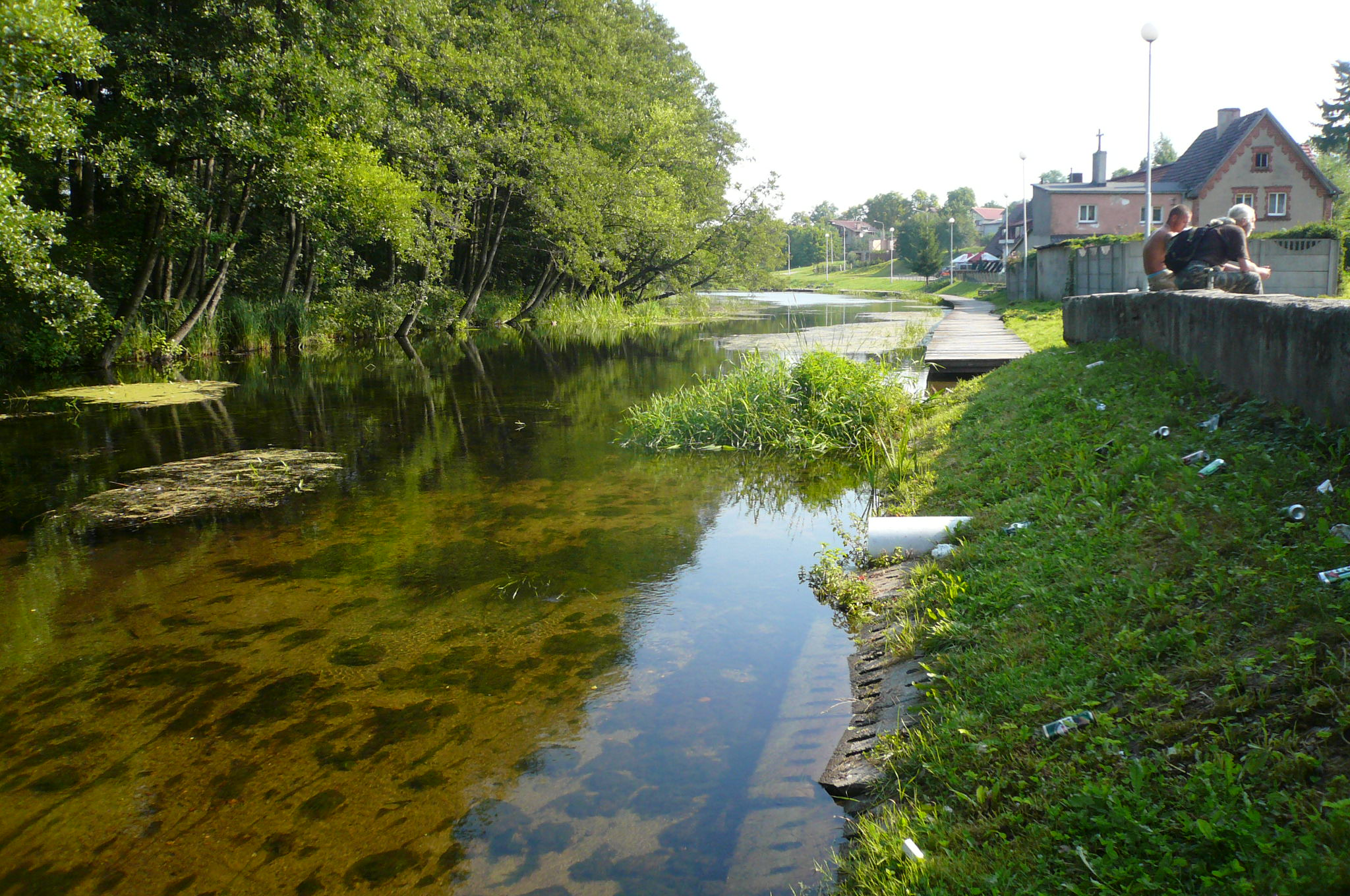
Drawa w Złocieńcu

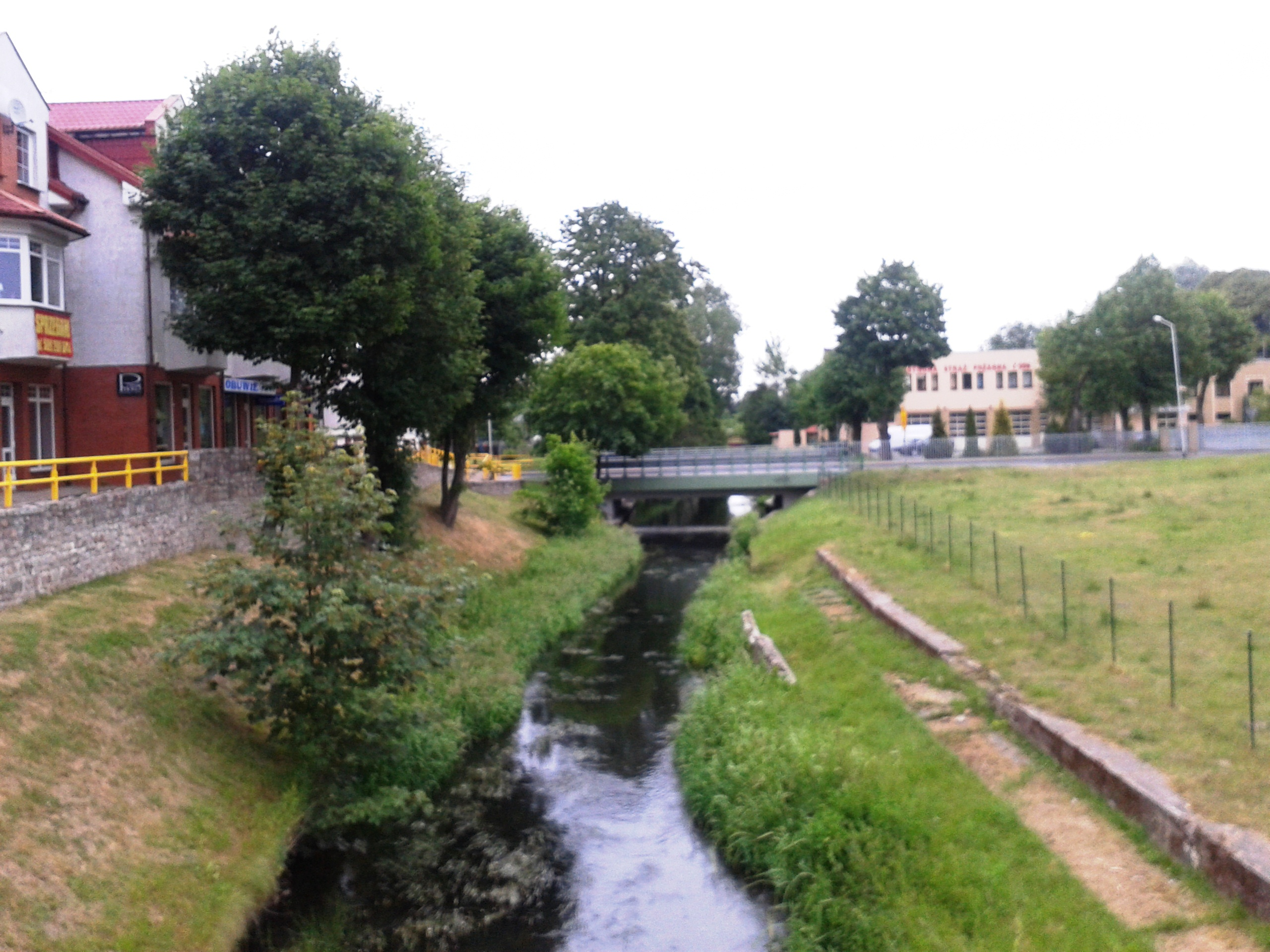
Rzeka Drawa w Drawsku Pomorskim - odnoga większa

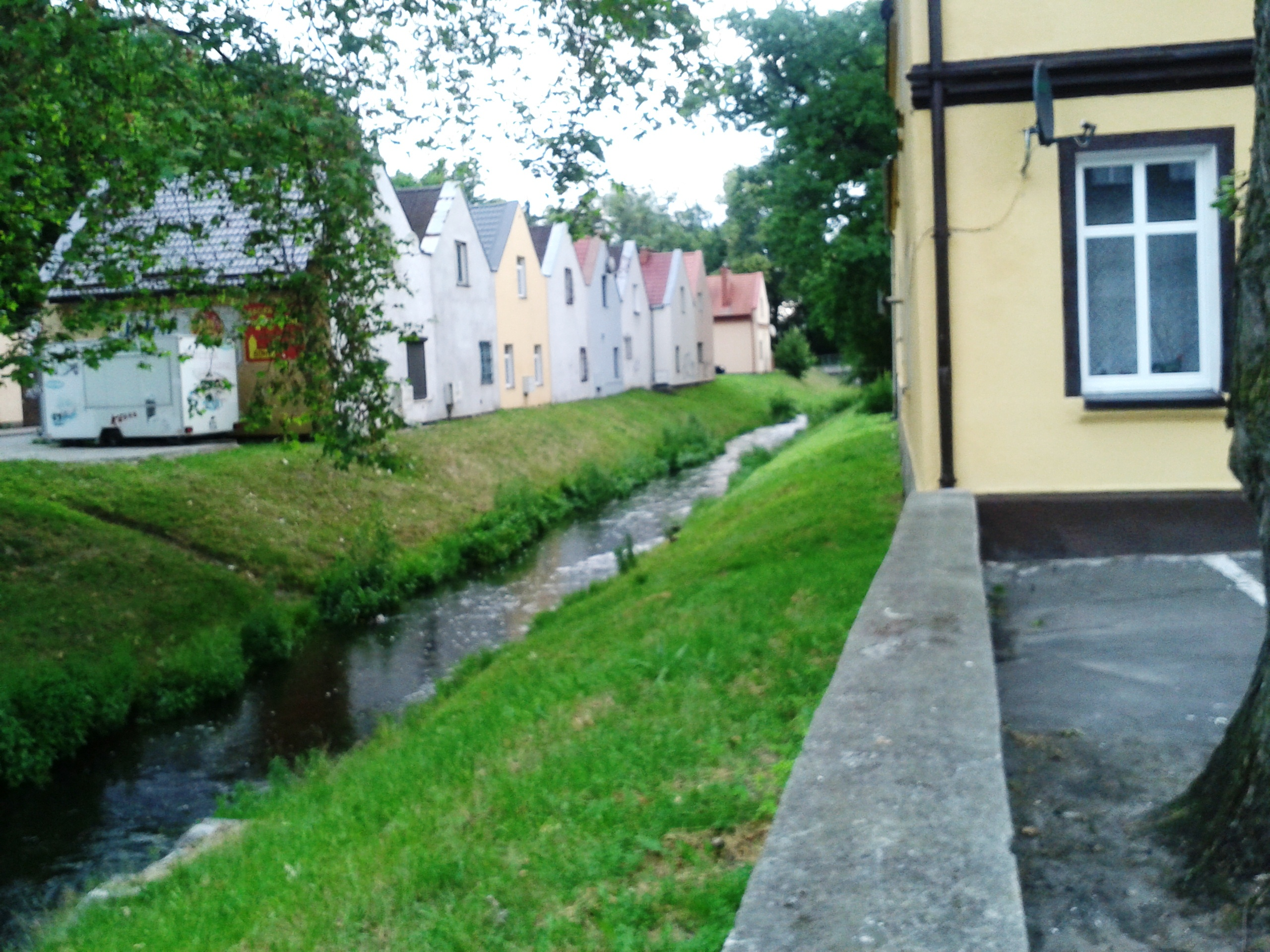
Drawa w Drawsku Pomorskim - odnoga mniejsza (długość 700 m)

Źródło Drawy znajduje się w okolicach wsi Zdroje w gminie Połczyn-Zdrój w Drawskim Parku Krajobrazowym. Dalej przepływa przez rezerwat przyrody Dolina Pięciu Jezior (Krzywe, Krąg, Długie Jezioro, Jezioro Głębokie i Jezioro Małe), Żerdno (Srebrne) oraz najgłębsze jezioro woj. zachodniopomorskiego – Drawsko. Następnie przez Wilczkowo, miasta Złocieniec i Drawsko Pomorskie w którym Drawa płynie w dwóch odnogach, jezioro Lubie, Wielkie i Małe Dębno, Poligon Drawski oraz wieś Prostynię w gminie Kalisz Pomorski.
Kolejne jest miasto Drawno, w którym znajduje się siedziba Drawieńskiego Parku Narodowego, przez który przepływa Drawa i jej dopływ, Płociczna, dalej jeziora Adamowo i Grażyna. Park narodowy rzeka opuszcza w rejonie wsi Stare Osieczno. Następnie rzeka wyznacza granicę pomiędzy województwami: wielkopolskim i lubuskim, a w okolicach Krzyża Wielkopolskiego (Bielice Nowe) wpada do Noteci.
W górnym odcinku rzeka płynie przez liczne jeziora, meandrując wśród lasów i łąk; nurt jest tu spokojny, czasami wręcz leniwy. Po wypłynięciu z jeziora Lubie rzeka zmienia swój charakter, wypłyca się, nabiera szybkości, a wartki nurt i kamieniste dno upodobniają ją do rzek górskich. W Drawieńskim Parku Narodowym rzeka jest szeroka i głęboka, jednak nurt jest wartki, a w rzece leży mnóstwo przeszkód w postaci powalonych drzew. Brzegi rzeki przeważnie są wysokie, porośnięte drzewostanem. Na ostatnim odcinku od parku narodowego do ujścia do Noteci nurt się uspokaja, rzeka jest szeroka i nabiera charakteru typowej rzeki nizinnej.

### Dopływy

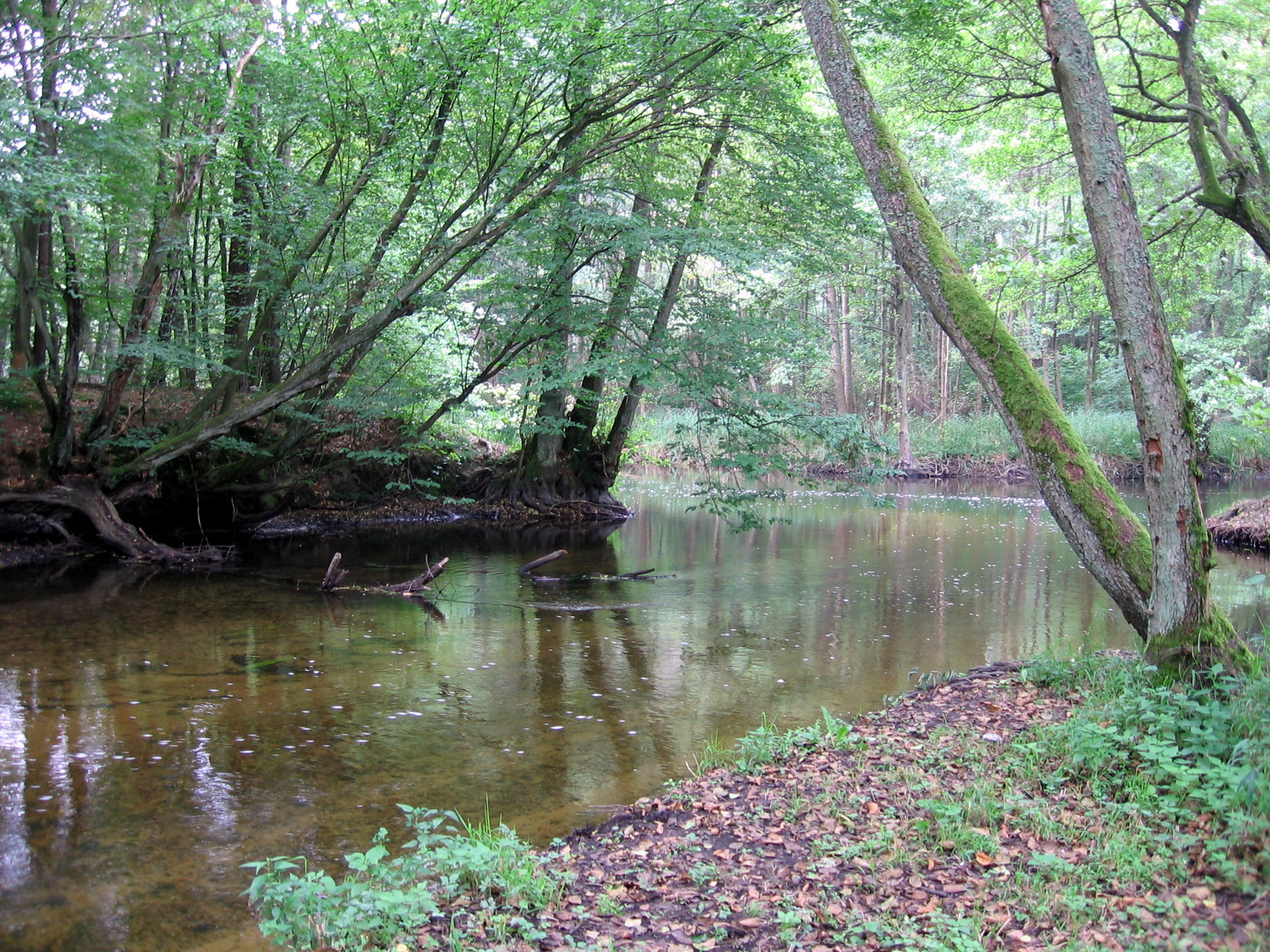
Drawa - ujście Korytnicy

Rzeki: Człopica, Kokna, Korytnica, Mierzęcka Struga, Płociczna, Pokrętna, Słopica, Wąsowa
Strugi: Bagnica, Drawisko, Drawka, Głęboka, Miedznik, Moczel, Pełknica, Radówka, Sitna, Studzienica, Sucha, Szczuczna, Wilżnica
Kanał: Prostynia

## Zagospodarowanie
Na Drawie od 1896 roku zbudowano małą elektrownię wodną Kamienna w Głusku.
W 1917 roku zbudowano małą elektrownię wodną Borowo, która posiada 2 generatory o łącznej mocy 1 MW. Różnica poziomów wody rzeki przy elektrowni wynosi 9 m.

## Jakość wód
W 2006 roku przeprowadzono ocenę jakości wód w punktach pomiarowo-kontrolnych monitoringu rzeki Drawy. Na 104,5 km od ujścia Drawy, poniżej jeziora Lubie (w miejscowości Żołędowo) oceniono wody na III klasę jakości. W dalszym biegu powyżej ujścia Korytnicy na 50,4 km, w Bogdance (most Zatom-Niemieńsko) także oceniono wody na III klasę jakości.
Odmulanie zbiornika wodnego elektrowni Kamienna w latach 1982–1983 stało się ostatnim aktem wyginięcia polskiej populacji łososia.

## Turystyka
Na Drawie znajdują się dwie XIX/XX-wieczne elektrownie wodne – elektrownia w Borowie i elektrownia Kamienna w Głusku.
Na odcinku między jeziorem Dąbie Wielkie a elektrownią wodną Borowo rzeka przepływa przez zamkniętą część Poligonu Drawskiego. Spływ tym odcinkiem Drawy jest zabroniony, co wynika z faktu iż jest to centralny punkt upadku pocisków, a rzeka nie jest oczyszczana z niewybuchów i innych materiałów niebezpiecznych.
W 2016 na terenie gminy Drawsko Pomorskie odbyła się szósta edycja Mistrzostw w chodzeniu po Drawie – jest to otwarty, amatorski rajd przeprawowy w górę rzeki.

### Szlak kajakowy Drawy im. Ks. Kard. Karola Wojtyły
Początek w Czaplinku nad jeziorem Drawsko (173 km do ujścia), koniec w Krzyżu (2,4 km). Szlak przedzielony poligonem drawskim na dwie części - północną (Drawski Park Krajobrazowy i Pojezierze Drawskie) oraz południową (Drawieński Park Narodowy i Puszcza Drawska). Na większości odcinków szlak wygodny z miejscowymi trudnościami. W parku narodowym szlak momentami trudny o charakterze podgórskim. Na jeziorach Drawsko i Lubie boczny wiatr i fala.

## Hydronimia
Pochodzenie nazwy rzeki nie jest do końca wyjaśnione. Nazwa została odnotowana w 1251 – Drawa, 1363 – Drawe, 1470–1480 in Drawa. Nazwa rzeki jest uznawana przez wielu badaczy za przedsłowiańską, na co wskazuje podobieństwo nazewnicze z rzeką Drawą (dopływem Dunaju) oraz paroma innymi rzekami np. norweską Driwą płynącą koło Oppdal; jak też podobieństwa z nazwami jezior europejskich; np. bałtyckie Drawe odnotowane w 1303 (jezioro koło Morąga). Nazwę Drawa językoznawcy wywodzą od indoeuropejskiego rdzenia *dreu_- lub *drou_- w znaczeniu 'bieg', 'płynięcie' z dodanym przyrostkiem -a. Istnieje także hipoteza pochodzenia od słowiańskiego przymiotnika dravy, w języku polskim o znaczeniu 'szybki', 'gwałtowny' (także o wodzie), co zostało poświadczone w języku czeskim i słowackim.
Nazwę Drawa wprowadzono urzędowo w 1949 roku, zastępując poprzednią niemiecką nazwę rzeki – Drage.